# 마츠시마 히토미
마츠시마 히토미(일본어: 松嶋 瞳)는 일본의 소프라노 가수이며, 구니타치 음악대학 음악학부 성악학과 졸업.